# دهنو تلخاب (مقاطعة تشرام)
دهنو تلخاب (بالفارسية: دهنو تلخاب) هي قرية تقع في قسم سرفارياب الريفي (مقاطعة تشرام) في إيران. يقدر عدد سكانها بـ 260 نسمة .